# A Live History of Gluttony and Lust
A Live History of Gluttony and Lust es un álbum de The Melvins, lanzado en 2006 por Ipecac Recordings. Es una interpretación en vivo del álbum Houdini de 1993, fue registrado en vivo en un almacén de Vernon, California, donde no hubo público ni multitudes.

## Lista de temas
1. "Pearl Bomb" (Melvins) – 1:39
2. "Hooch" (Melvins) – 2:33
3. "Night Goat" (Melvins) – 7:36
4. "Lizzy" (Melvins) – 4:49
5. "Goin' Blind" (Simmons/Coronel) – 4:34
6. "Cop-Ache" (Melvins) – 1:54
7. "Set Me Straight" (Melvins) / "Deserted Cities of the Heart" (Bruce/Brown) – 2:51
8. "Sky Pup" (Melvins) – 3:17
9. "Teet" (Melvins) – 2:45
10. "Joan of Arc" (Melvins) – 4:19
11. "Honey Bucket" (Melvins) – 2:21
12. "Hag Me" (Melvins) – 8:05
13. "Spread Eagle Beagle" (Melvins) – 12:30

## Personal
- The Melvins:
  - King Buzzo – Guitarra, voz, Percusión extra en pista 13
  - Dale Crover – Batería, voz
  - Trevor Dunn – Bajo, voz, percusión en la pista 13
- Lustmord –  percusión en la pista 13
- Toshi Kasai – Ingeniero de sonido
- Edmundo Gomez – Ingeniero de sonido, asistente
- Paul Barros Bessone – Ingeniero de sonido
- Mackie Osborne – diseño[4]